# Småholmarna (vid Medvastö, Kyrkslätt)
Småholmarna är öar i Finland. De ligger i Finska viken och i kommunen Kyrkslätt i landskapet Nyland, i den södra delen av landet. Öarna ligger omkring 21 kilometer sydväst om Helsingfors.
Arean för den av öarna koordinaterna pekar på är 4 hektar och dess största längd är 310 meter i sydväst-nordöstlig riktning.